# جاستین بیبر: هرگز نگو هرگز
جاستین بیبر: هرگز نگو هرگز (به انگلیسی: Justin Bieber: Never Say Never) نام مستندی سه‌بعدی است که بر اساس حرفهٔ جاستین بیبر، خواننده و ترانه‌سرای نوجوان کانادایی ساخته شده‌است. این فیلم در ۱۱ فوریه ۲۰۱۱ اکران شد.

هرگز نگو هرگز شامل قسمت‌هایی از کنسرت‌های بیبر در تور دنیای من و همچنین ویدئوهای خانگی او در دوران کودکی و نوجوانی است.
این مستند موزیکال، رکورد سریع‌ترین فروش بلیت در هفتهٔ اول را دارد و رکورد فیلم «این آخرش است مایکل جکسون» را در همین زمینه شکست.
این فیلم با فروش ۷۳٬۰۱۳٬۹۱۰ دلار در کشور آمریکا، پرفروش‌ترین فیلم مستند و موزیکال در تاریخ سینمای این کشور است. (رکورد قبلی متعلق به فیلم «این آخرش است مایکل جکسون» بود که ۷۲٬۰۹۱٬۰۱۶ دلار فروش داشت)
فروش جهانی هرگز نگو هرگز در کل جهان به جز آمریکا، ۲۵٬۴۲۸٬۰۴۴ دلار است که با احتساب فروش آمریکا به ۹۸٬۴۴۱٬۹۵۴ دلار می‌رسد. کل سینماهایی این فیلم در آن‌ها اکران شد ۳٬۱۱۸ عدد بود و تعداد ۹۱ روز (۱۳ هفته) بر روی پرده بود.

## بازیگران
- جاستین بیبر
- آشر
- مایلی سایرس
- جیدن اسمیت
- شان کینگستون
- اسنوپ داگ
- لوداکریس
- تیناشی
- بویز تو من